# Rom (comics)
Pour les articles homonymes, voir Rom.
Rom, le Chevalier de l'espace (« Rom the Spaceknight » en VO) ou simplement Rom est un super-héros évoluant dans l'univers Marvel de la maison d'édition Marvel Comics. Créé en 1979 par Bing McCoy pour l'entreprise Parker, le personnage de fiction apparaît pour la première fois dans le comic book Rom Spaceknight #1 en décembre 1979, scénarisé par Bill Mantlo et dessiné par Sal Buscema.
En France, le personnage apparaît pour la première fois dans le magazine Strange no 133 en 1981 ; la série durera jusqu'au no 178, en 1984.

## Historique de la publication
Rom était initialement un jouet inventé en 1979 par Bing McCoy pour l'entreprise Parker. Pour soutenir le jouet, la société licencia le personnage à l'éditeur Marvel Comics qui créa un comics consacré à Rom, Rom Spaceknight. Le comics était écrit par Bill Mantlo et dessiné par Sal Buscema.
La bande dessinée survécut au jouet, qui se vendit mal.
Toute la série est rééditée sous forme d'intégrale en trois volumes dont le premier est paru le 5 février 2025 dans la collection Omnibus Marvel de l'éditeur Panini Comics.

## Biographie du personnage
Rom fait partie de l'armée des « Chevaliers de l'espace » de Galador, une planète originaire de la « Galaxie dorée ».
Civilisation pacifique et à l’apogée de sa prospérité et de ses connaissances scientifiques, la flotte de vaisseaux spatiaux galadoriens parcourt la galaxie, partageant ses connaissances technologiques et sa philosophie avec les autres civilisations. Mais, lorsque les vaisseaux galadoriens arrivent dans la Nébuleuse noire, ils sont attaqués par surprise par les Spectres noirs (en) (« Dire Wraiths »), une race d'extraterrestres polymorphes issus de cette nébuleuse. La flotte de Galador est entièrement détruite au cours de l'attaque.
Apprenant ce désastre, le dirigeant de Galador, nommé le Premier Directeur, sollicite l'aide de la population de Galador afin que mille jeunes volontaires acceptent d'être transformés en guerriers cyborgs pour lutter contre les Spectres noirs. Rom, à cette époque un poète galadorien, est le premier à se porter volontaire pour être transformé en cyborg.
Les volontaires galadoriens retenus subissent ensuite une opération chirurgicale, leur cerveau étant implanté sur un exosquelette et une armure composée de circuits cybernétiques, auquel leur système nerveux central est connecté. Le reste du corps originel est préservé par cryogénie. Intégrés à leur armure de manière définitive, il était prévu de rendre leur corps humain aux Chevaliers de l’espace, sitôt la guerre avec les Spectres noirs achevée. Comme tous les Chevaliers de l'espace, Rom avait juré de ne pas prendre la vie d'un innocent et de ne pas se servir de ses pouvoirs pour sa gloire personnelle.
Après avoir détruit la flotte d'invasion ennemie et purgé la planète-mère des Spectres noirs de ses individus, les Chevaliers de l'espace partent dans la galaxie traquer le reste des Spectres noirs, détruire leurs avant-postes et les bannir dans les Limbes (en) avant qu'ils ne deviennent une menace pour les autres civilisations. Au terme de deux siècles de lutte, les galadoriens découvrent une forte concentration de Spectres noirs sur la Terre où ceux-ci étaient dissimulés, ayant  pris une apparence humaine. Rom se porte volontaire pour se rendre sur Terre et s'occuper seul de cette menace.
Rom arrive sur Terre et rencontre Brandy Clark pour la première fois, la sauvant d'un accident de voiture sur l'autoroute. Rom arrive à Clairton, en Virginie-Occidentale, avant Brandy, et bannit plusieurs Spectres noirs, semant la panique dans la population. Les Spectres noirs infiltrés dans la communauté contactent leurs supérieurs qui envoient la Garde Nationale s'occuper de Rom, mais ils sont incapables de le blesser.
Son premier réel antagoniste fut Archie Stryker: Alors qu'il tentait de s'introduire dans la Laserium Corporation en utilisant le directeur kidnappé (qui était en fait un Spectre Noir), son gang fut interrompu par Rom. Lorsque le Chevalier de l'Espace bannit le Spectre dans les Limbes, Stryker crut qu'un robot avait impitoyablement tué un autre humain. Cela déclencha chez lui un désir de vengeance envers Rom.
Un groupe de scientifiques Spectres Noirs mené par le Docteur Rachel Sweet, proposa à Stryker un moyen de riposter en revêtant l'armure Firefall qu'ils avaient récupérée sur Karas, l'ancien porteur et ami de Rom. La physiologie humaine étant très similaire à celle des Galadoriens, les Spectres réussirent à greffer l'armure sur Stryker.
Il se bat avec le Valet de Cœur qui le met KO dans l'espace. Rom redescend inanimé dans l'océan
Des années plus tard, alors que Galador a repris contact avec d’anciennes colonies, Rom est désigné comme le nouveau Premier Directeur, et prend le nom de Directeur Artour, s'inspirant des légendes arthuriennes terriennes. Il mène alors Galador à un nouvel âge d’or, rebâtissant l’ancienne civilisation (détruite auparavant dans des conflits avec d'autres Chevaliers de l'espace) au niveau du temps de sa grandeur. Avec son épouse, il a deux fils : Balin et Tristan. Il crée ensuite l’Académie des Chevaliers de l’espace pour assurer la sécurité de Galador.
Plusieurs années plus tard, Rom Artour prend la tête d’une mission diplomatique afin d’apaiser les troubles sur une planète voisine, Trion. Mais son vaisseau spatial, le GMV Pracis 6 surnommé Excalibur, est victime d’une embuscade dont on découvrira plus tard qu'elle était un piège orchestré par des Spectres noirs survivants. Seule la Sentinelle, un des Chevaliers de l’espace de la nouvelle génération, regagne Galador en vie. Depuis cette date, Rom Artour n’a pas réapparu et est présumé mort.

## Pouvoirs, capacités et équipement

### Pouvoirs et capacités
L'armure cybernétique de Rom a été conçue à partir du métal galadorien nommé « plandanium ». Elle est extrêmement robuste, allant même jusqu'à résister aux griffes d'adamantium de Wolverine. Elle a cependant été endommagée de temps à autre, ce qui montre que le plandanium n'est pas indestructible. En plus de sa résistance, l'armure donne à Rom une force surhumaine ainsi que la capacité de voler dans les airs et de voyager dans l'espace intersidéral, grâce aux fusées dorsales intégrées à l'armure. Elle lui permet aussi de respirer quelle que soit l'atmosphère, et de survivre dans le vide de l'espace.
- Sous sa forme de Chevalier de l'espace, Rom n'a plus besoin de manger, boire ou dormir[1].
- L'armure comprend aussi une radio et un traducteur universel.
- Des commandes situées près du torse de l'armure permettent à Rom d'abaisser sa température, bien au-dessous de zéro.
- L'armure stocke également une « Charge solaire » qui peut être employée comme une arme, drainant les sources d'énergie externes par simple contact.
- L'armure dispose également de capacités d'auto-réparation, mais il faut plusieurs semaines pour réparer des dommages importants.

### Équipement
L’arme principale de Rom est un dispositif portatif à rayons appelé le Neutraliseur (« Neutralizer » en VO), dont Rom se sert pour bannir les Spectres noirs (en) dans une dimension appelée les Limbes (en) (Limbo en VO). La fonction principale du Neutraliseur est d'annuler tout type de champ d’énergie qu’il rencontre. Utilisé sur un Spectre noir, le rayon neutralise les énergies tout autour du Spectre, provoquant une déchirure de l’espace-temps en direction des Limbes. S'il est réglé à son niveau d'énergie le plus haut, le Neutraliseur peut tuer tout être vivant en dissipant son énergie vitale, mais Rom s'est toujours refusé à faire cela. L'arme est aussi équipée de systèmes de sécurité, garantissant à Rom qu'il soit le seul à pouvoir l’utiliser.
Rom possède aussi un Analyseur d’énergie (« Analyser » en VO) dont il se sert pour identifier les Spectres noirs sous leur forme métamorphosée. Ce dispositif scanne les individus, émettant une onde d'hyper-fréquences permettant de détecter la structure moléculaire de tout objet qui lui est soumis. Avec l'Analyseur, Rom peut détecter n'importe quel Spectre noir à proximité, quelle que soit la forme que celui-ci utilise pour se cacher. L’Analyseur peut aussi scanner et analyser les champs énergétiques d'individus non-Spectres, tels ceux des mutants terrestres, informant Rom de leur pouvoir potentiel. Rom peut aussi l'employer pour tracer certaines sources énergétiques chez des individus particulièrement puissants, comme les autres Chevaliers de l’espace. Bien que ce dispositif ne soit par nature qu'un objet de détection inoffensif, durant son utilisation l'Analyseur plonge le sujet dans un champ d’énergie de couleur rouge, ce qui a parfois causé des désagréments à certains individus.
Enfin, Rom est équipé d'un traducteur universel (« Universal Translator » en VO) intégré à son armure. C'est un ordinateur galadorien de haute technologie, originellement programmé avec l'ensemble des bases linguistiques connues des savants de Galador. Le traducteur analyse les fragments linguistiques d'un individu et extrapole ensuite la structure du langage étranger qu'il étudie. Une fois traduit, le nouveau langage est incorporé aux banques de mémoire de l'armure. En parallèle, la voix de Rom est traduite dans le nouveau langage par le traducteur. Ce procédé d’analyse prend environ une trentaine de secondes. Au départ une unité indépendante, le traducteur est par la suite intégré à l'armure de Rom.
Le Neutraliseur et l’Analyseur sont conservés à l’intérieur d’une brèche dimensionnelle de l’espace-temps, Rom utilisant son générateur de brèches dimensionnelles pour les faire sortir ou entrer à volonté.

## Alliés
Les autres Chevaliers de l'espace comprenaient notamment :
- Arc-en-Ciel (VO: Rainbow)
- Astra
- Breaker
- Gloriole
- Marteau (VO: Hammerhand)
- Javelot (VO: Javelin)
- Lumina (en) (VO: Starshine)
- Météore (en) (VO: Firefall)
- Pulsar
- Scanner
- Screamer
- Seeker
- Terminator
- Trapper

Lors de son séjour sur Terre, Rom a été l'allié de Brock Jones / La Torpille (« Torpedo »). Après la mort de ce dernier, tué par les Spectres noirs, son costume fut récupéré par deux autres personnes, portant le nom de « Turbo » et faisant partie des New Warriors.

## Adaptation au cinéma
Le personnage de Rom n'a pas été adapté dans l'univers cinématographique Marvel jusqu'à maintenant, à cause des problèmes de droits d'auteurs entre la firme Hasbro (qui détient ceux du personnage) et l'éditeur Marvel Comics (qui détient ceux des histoires de Rom).
En 2021, selon le réalisateur James Gunn, les fans du personnage ne devraient pas espérer une amélioration dans ce domaine. Interrogé au sujet de ce personnage sur Twitter, Gunn a répondu : « Marvel possède l'histoire des bandes dessinées ; Hasbro possède le personnage. Donc, à moins que quelque chose ne change, l'histoire originale des Spaceknights avec Rom ne pourra jamais être racontée ». Cela signifie que Hasbro peut théoriquement utiliser le personnage de Rom dans un film, mais qu'il ne peut tirer aucun scénario ni aucun autre personnage de la série de Marvel Comics. Dans le même ordre d'idées, Marvel Comics pourrait techniquement adapter les scénarios impliquant Rom the Spaceknight, mais ne serait pas en mesure d'utiliser ce personnage dans les projets à venir.